# Blaustirnamazone
Die Blaustirnamazone (Amazona aestiva), gelegentlich auch Rotbug-, Gelbbug- oder Gelbflügelamazone genannt, ist eine Art aus der Gattung der Amazonenpapageien. Als Blaustirnamazone wird gelegentlich auch die ebenfalls zu den Amazonenpapageien gehörende Amazona versicolor bezeichnet. Für diese Art hat sich im deutschsprachigen Raum allerdings die Bezeichnung Saint-Lucia-Amazone durchgesetzt.
Die Blaustirnamazone gehört neben dem Graupapagei zu den am häufigsten in Gefangenschaft gehaltenen Papageienarten. Ähnlich wie der Graupapagei ist sie in der Lage, die menschliche Sprache nachzuahmen, was zu ihrer Beliebtheit als Ziervogel wesentlich beigetragen hat.

## Erscheinungsbild

### Körpergröße und -gewicht
Sowohl in der freien Wildbahn als auch bei in Gefangenschaft gehaltenen Blaustirnamazonen ist eine große Variabilität hinsichtlich Körpergröße und Gewicht festzustellen. Individuen wiegen zwischen 400 und 660 Gramm, die Körperlänge beträgt zwischen 33 und 36 Zentimeter. Weibchen und Männchen sind an ihrem Federkleid nicht zu unterscheiden, Weibchen sind tendenziell aber etwas kleiner. Die Länge des kräftigen grauen Schnabels variiert zwischen 2,9 und 3,3 Zentimeter. Der Schwanz ist zwischen 11 und 14 Zentimeter lang.

### Erscheinungsbild

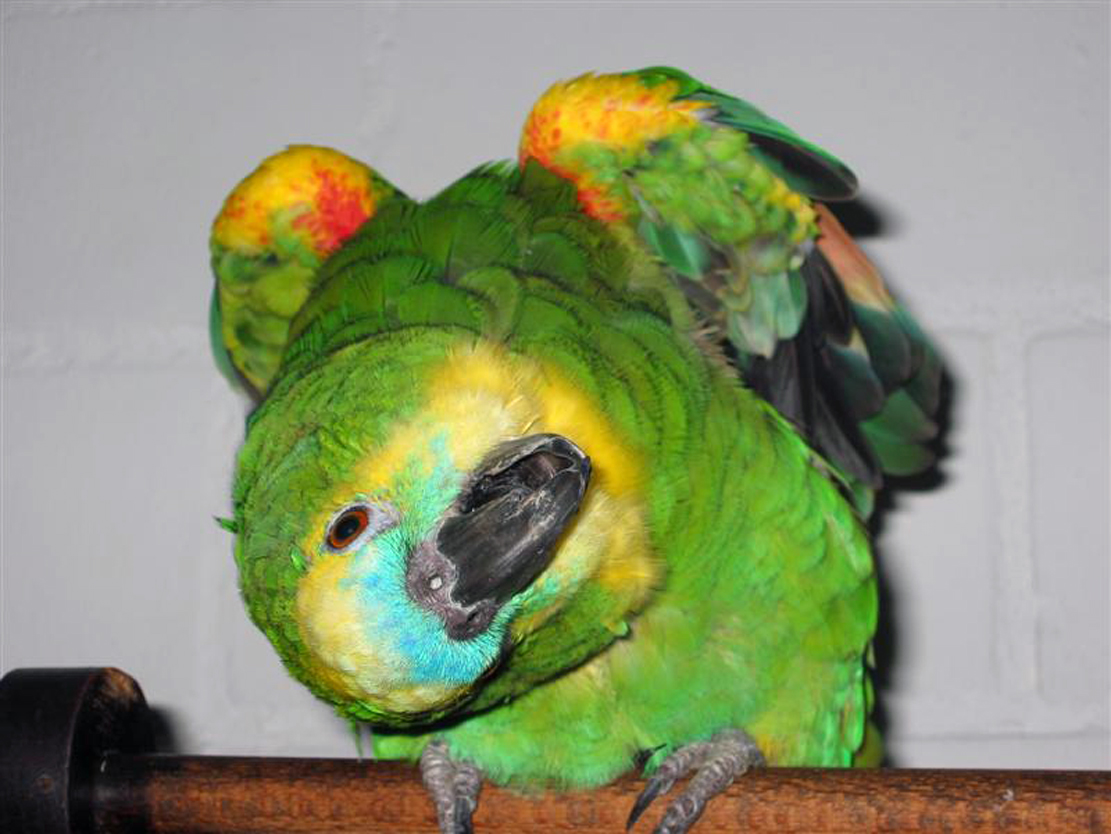
Charakteristische Kopffärbung einer Blaustirnamazone
(Dieser Vogel zeigt ein typisches Verhaltensmuster „gut gelaunter“ Amazonenpapageien, die auf sich aufmerksam machen wollen: Drehung des Kopfes um fast 180° nach oben, bei Vorbeugung des Körpers und Abspreizung der Flügel weit nach oben, während ein langgezogener Pfeifton ausgestoßen wird.)

Wie bei allen Vertretern der Amazonenpapageien ist die Grundgefiederfärbung grün. Während die meisten Arten dieser Gattung eine charakteristische Gefiederfärbung aufweisen, ist bei der Blaustirnamazone die Färbung am Kopf-, Brust- und Flügelbuggefieder sehr variabel. Die meisten Vertreter der Blaustirnamazone haben eine blaue Stirn. Der Vorderkopf, häufig auch der Hinterkopf sowie die Wangen sind gelb gefiedert. Bei einigen Individuen dehnen sich die gelben Federn auch auf die Kehlpartie aus.
Die Ober- und die Unterschwanzdecken sind gelblich grün, der grüne Schwanz weist an seinem Ende gelbe Spitzen auf. Die äußeren Schwanzfedern sind an der Basis rot. Die Handschwingendecken dagegen weisen eine dunkelgrüne Färbung auf und sind an ihren Spitzen blauviolett. Die Füße der Blaustirnamazone ist ebenso wie der kräftige Schnabel von grauer Farbe, die Iris ist dagegen orange. Der Augenring ist weiß.
Noch nicht ausgewachsene Vögel lassen sich am einfachsten an der dunkelbraunen Iris erkennen. Ansonsten ist auch bei ihnen die Färbung sehr variabel. Generell sind die gelben und blauen Farbpartien bei Jungvögeln weniger ausgedehnt als bei adulten.

### Flügelbugfärbung als Unterscheidung von Unterarten?
Die Flügelbugfärbung wird gelegentlich als Unterscheidungsmerkmal der beiden Unterarten „Amazona aestiva aestiva“ und „Amazona aestiva xanthopteryx“ genutzt. Die Nominatform A. ae. aestiva weist im idealtypischen Erscheinungsbild einen roten Flügelbug auf. Bei der Unterart A. ae. xanthopteryx ist dieser dagegen gelb. Untersuchungen, die in den 1980er Jahren an Vogelbälgen des Senckenbergmuseums in Frankfurt am Main und des Museums für Naturkunde in Stuttgart durchgeführt wurden, haben jedoch gezeigt, dass eine solch idealtypische Gefiederfärbung nur selten zu finden ist. Bei den Exemplaren, die dem Verbreitungsgebiet der Nominatform zuzuordnen sind, überwiegt am Flügelbug eine rote Gefiederfärbung; bei denen aus dem Verbreitungsgebiet von A. ae. xanthopteryx eine gelbe Färbung. In einem sehr großen Teil des Verbreitungsgebietes ist die Farbverteilung am Flügelbug jedoch fließend. Daraus haben einige Ornithologen den Schluss gezogen, dass man nicht von zwei deutlich unterscheidbaren Unterarten ausgehen kann.

## Verbreitung und Bestand
Blaustirnamazonen haben in Südamerika ein sehr großes Verbreitungsgebiet, das in seiner Längsausdehnung mehr als 3000 Kilometer umfasst. Es erstreckt sich von Bolivien und Brasilien bis nach Paraguay und dem nördlichen Argentinien.
Akzeptiert man eine Unterscheidung in zwei Unterarten, dann ist die Nominatform Amazona aestiva aestiva (Linnaeus, 1758) in einem Gebiet zu finden, das sich im östlichen Brasilien von Piauí bis zum Rio Grande de Sul und dem Südosten des Mato Grosso erstreckt. Die Art fehlt dagegen im Küstenbereich Brasiliens.
Amazona aestiva xanthopteryx (Berlepsch, 1896) dagegen kommt vom Norden und Osten Boliviens und dem Südwesten des Mato Grosso und Paraguay bis in den Norden Argentiniens vor. Santa Fé und Buenos Aires stellen dabei die südliche Verbreitungsgrenze dar.
Es liegen keine Bestandszahlen für die Blaustirnamazone vor. Sie gilt im überwiegenden Teil ihres Verbreitungsgebietes immer noch als häufig, und von der IUCN wird sie immer noch mit „Least Concern“ und damit als ungefährdet eingeordnet.

## Lebensraum
In ihrem großen Verbreitungsgebiet nutzen Blaustirnamazonen eine große Anzahl unterschiedlicher Lebensräume. Sie sind eher Vögel des bewaldeten Flachlands, wenn auch Vertreter dieser Art auf dem brasilianischen Hochplateau und in den Trockentälern des Chacos bis in eine Höhe von 1600 Metern über NN beobachtet worden sind. Aufgrund ihrer Abhängigkeit von Baumhöhlen sind sie in ihrem Lebensraum immer auf einen Bestand von alten Bäumen angewiesen. Ausgehend von solchen Baumbeständen nutzen sie aber auch offenes Kulturland und Gebiete mit savannenartigem Charakter für die Nahrungssuche.

## Nahrung und Nahrungserwerb
Blaustirnamazonen werden grundsätzlich als Nahrungsgeneralisten eingestuft, die ein breites Spektrum unterschiedlicher Futterpflanzen nutzen. Sie suchen ihre Nahrung überwiegend in der Krone von Bäumen und nutzen dabei meistens unterschiedliche Palmenarten, deren Früchte sie in unterschiedlichen Reifegraden fressen. Bei der Nahrungssuche sind die Vögel nur selten alleine zu beobachten. Sie suchen ihre Fressplätze in der Regel entweder paarweise oder in kleinen Gruppen von sechs bis acht Individuen auf. In der Nähe von San Ramón de la Nueva Orán im westlichen Argentinien sind Blaustirnamazonen gefürchtete Schadvögel der Orangenplantagen. Wegen des reichlichen Nahrungsangebots sammeln sich dort mitunter lose Gruppen von bis zu 5.000 Vögeln. Die Nahrungssuche findet überwiegend in den Morgen- und Abendstunden statt. Dazwischen liegt eine Ruhe- und Schlafphase, die die Vögel versteckt in Baumkronen verbringen.
Samen werden von ihnen grundsätzlich geschält. Ihr Fressverhalten ist dabei sehr papageientypisch. Ein einzelnes Samenkorn wird von ihnen so aufgenommen, dass es senkrecht in der Schnabelhöhle steht. Die Vögel drücken es mit der Zunge gegen den Oberschnabel und schälen es dann mit Hilfe der Unterschnabelspitze aus seiner Umhüllung. Ist eine Nuss oder Frucht zu groß, wird sie mit einem Fuß ergriffen und dann mit dem Schnabel bearbeitet. Aufgrund fehlender Freilandbeobachtungen weiß man nicht, ob sie sich dabei ausschließlich auf Baumfrüchte konzentrieren, oder ob sie gelegentlich auch Blüten und Blätter fressen, wie man dies bei anderen Amazonenpapageien beobachtet hat. Der Ornithologe Werner Lauterbach hat in den 1980er Jahren umfangreiche Untersuchungen an in Volieren gehaltenen Blaustirnamazonen durchgeführt. Diese lassen darauf schließen, dass auch in freier Wildbahn die Nahrungszusammensetzung der Blaustirnamazonen jahreszeitlichen Schwankungen unterworfen ist. Nach Lauterbachs Untersuchungen ist es bei in Gefangenschaft gehaltenen Vögeln sinnvoll, sie außerhalb der Brutzeit zu zwei Dritteln mit einem trockenen Körner- und Samengemisch zu füttern, das neben Kardisaat auch Hafer, Weizen, Hirse, Buchweizen, Zirbelnüsse, Erdnüsse und Kürbiskerne sowie bis zu 20 % Sonnenblumenkerne enthält. Das übrige Drittel besteht aus Obst. Vor dem Beginn der Brutzeit, die in freier Wildbahn mit dem Beginn der Regenperiode zusammenfällt, wird die Nahrung sehr stark auf Weichfutter umgestellt. Als Hauptnahrung erhalten die Vögel kohlenhydrathaltige Hülsenfrüchte, die vorher etwas angekocht wurden, sowie eine Mischung aus Obst, Beeren, Gemüse, Grünfutter und gekeimter Saat.
In Argentinien richten Blaustirnamazonen gelegentlich Schäden in Orangenplantagen an. Auch Maisfelder werden von ihnen mitunter geplündert. Auf dem Boden sind Blaustirnamazonen dagegen zur Nahrungsaufnahme nur selten zu beobachten. Sie halten sich dort nur zum Trinken und zur Aufnahme von mineralstoffreicher Erde auf. Blaustirnamazonen trinken insgesamt sehr wenig. Die Flüssigkeitsmenge, die sie zusätzlich aufnehmen, ist abhängig davon, welchen Nahrungsanteil trockene Sämereien im Verhältnis zu Früchten haben.

## Verhalten und Fortpflanzung

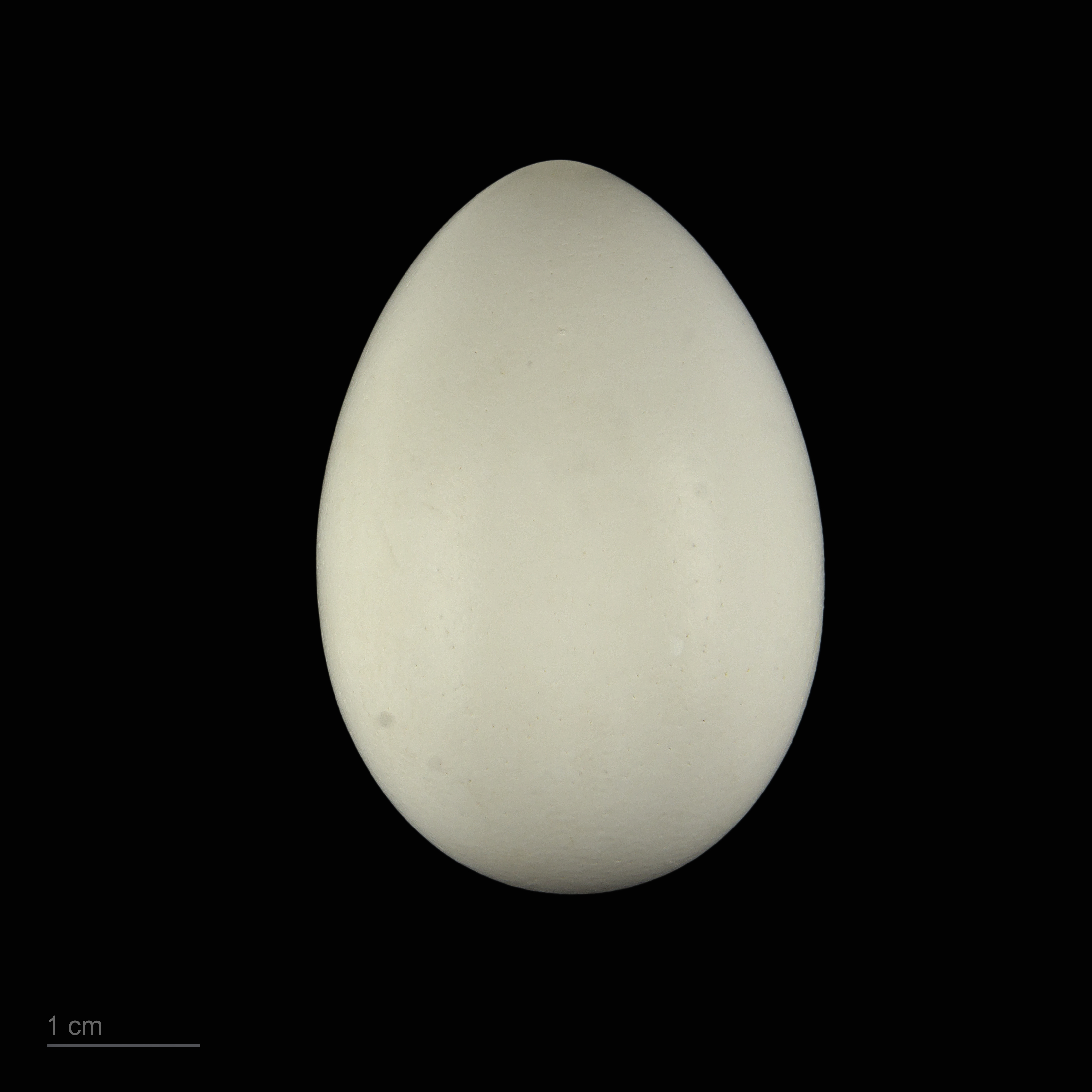
Amazona aestiva

### Ruhe- und Komfortverhalten
Blaustirnamazonen sind in den frühen Morgen- und den späten Nachmittagsstunden am aktivsten. Dazwischen liegt eine mehrstündige Ruhe- und Schlafphase. Sie hocken dann mit leicht aufgeplustertem Gefieder auf einem der Äste; ein Bein ist angezogen und im Gefieder versteckt. Das zweite Bein ist so ausgerichtet, dass sich der Greiffuß in der Mitte der Körperlängsachse befindet. In der Ruhehaltung ist der Kopf nur gelegentlich um etwa 180 Grad nach hinten gedreht und im Gefieder versteckt, beim Schlafen ist dies grundsätzlich so. Ruhende Vögel haben zwar die Augen häufig geschlossen, reagieren aber auf akustische Reize in ihrem Umfeld, in dem sie regelmäßig die Augen öffnen. Schlafende Vögel schließen ihre Augen über einen längeren Zeitraum.
Ruhephasen beenden die Vögel mit Streckbewegungen, bei denen sie ihre Flügel auffächern oder jeweils ein einzelnes Bein nach hinten wegspreizen. Dem folgt häufig ein Putzen des Gefieders, bei dem die Blaustirnamazone Federn durch den Schnabel zieht und mit Hilfe der Zunge säubert („Komfortverhalten“). Blaustirnamazonen können alle Federn ihres Federkleides erreichen und so säubern. Eine Ausnahme stellt lediglich das Kopfgefieder dar. Die gegenseitige Pflege des Kopfgefieders ist ein Teil der Paarbindung und des Sozialverhaltens der Blaustirnamazone.
Regen wird von den Blaustirnamazonen gleichfalls zur Pflege des Gefieders genutzt. Sie
plustern das Gefieder auf und spreizen die Flügel leicht, um so möglichst große Partien ihres Gefieders zu durchnässen. Diese Haltung kann über eine Stunde beibehalten werden und wird nur unterbrochen, um das Gefieder zwischenzeitlich mit Schnabel und Zunge zu reinigen. Aus der Volierenhaltung weiß man, dass Blaustirnamazonen auch in Wasserschalen gerne und sehr ausgiebig baden. In der freien Wildbahn hat man für andere Papageienarten auch das Baden in den regennassen Blättern von Laubbäumen beschrieben. Vermutlich gehört dies aber auch bei Blaustirnamazonen zum Verhaltensrepertoire.

### Fortbewegung
Die für Blaustirnamazonen typische Fortbewegungsweise ist das Klettern. Dem kräftigen Schnabel kommt dabei eine wesentliche Rolle zu. Wie viele Papageienarten sind Blaustirnamazonen in der Lage, sich mit dem Schnabel fest- oder einzuhaken und ihr gesamtes Körpergewicht nachzuziehen. Sie sind auch in der Lage, kopfüber von einem Ast zu hängen und gegebenenfalls dabei mit nur einem Fuß ihr Körpergewicht zu halten. Bewegen sich Blaustirnamazonen entlang eines Astes, dann geschieht dies meist in einer seitlichen Schiebebewegung: Ein Fuß wird in der Bewegungsrichtung versetzt, der zweite dann herangezogen. Ein Gehen entlang eines Astes, bei dem sich die Körperachse parallel zum Ast befindet, gehört zwar auch zum Bewegungsrepertoire der Blaustirnamazonen, ist aber typisch für das weiter unten beschriebene Imponierverhalten.
Auf dem Boden halten sich Blaustirnamazonen nur selten auf. Auf den Menschen wirkt ihr ebenerdiges Gehen, bei dem die Zehen etwas nach innen gerichtet sind, unbeholfen. Bei den ausführlichen Untersuchungen, die Werner Lantermann an in Volieren gehaltenen Vögeln unternommen hat, mieden die Papageien einen Aufenthalt auf dem Boden und suchten den Volierenboden überwiegend nur dann auf, wenn sie einem aggressiven Artgenossen aus dem Weg gingen.
Dem Auffliegen geht bei Blaustirnamazonen eine Auf- und Abwärtsbewegung des Kopfes und ein leichtes Abstellen der Flügel voraus. Die Flügelschläge sind weich und haben ihren Wendepunkt unterhalb des Körperniveaus. Der Flug ist gelegentlich unterbrochen von kurzen Gleitstrecken, bei denen die ausgebreiteten Flügel etwas nach unten gebogen sind.

### Balz
Wie bei vielen anderen Papageienarten gibt es auch bei der Blaustirnamazone kein ausgeprägtes oder eigenständiges Balzverhalten. Ein auch außerhalb der Balzzeit beobachtbares Verhaltensrepertoire wird in dieser Zeit lediglich quantitativ und qualitativ intensiviert. Funktion der Balz ist es, die beiden Partner eines Paares in ihrer Stimmung zu synchronisieren und Flucht- und Angriffstendenzen zwischen den beiden Vögeln abzubauen, sodass es letztlich zur Kopulation kommen kann.

#### Imponierverhalten
Männchen zeigen insbesondere in der Balzzeit ein Imponierverhalten, das aus dem Abspreizen des Nackengefieders, einem leichten Abspreizen der Flügelbugs vom Körper und einem Auffächern der Schwanzfedern besteht. Das Männchen vergrößert damit zum einen sein Erscheinungsbild und präsentiert gleichzeitig das Gefieder, das sich in seiner Färbung von dem sonst grünen Körpergefieder abhebt. Diese Zurschaustellung des Körpers erfolgt in der Regel begleitet von lauten Rufen. Weibchen werden von diesem Verhalten angelockt, rivalisierende Artgenossen dagegen abgeschreckt. Die demonstrative Zurschaustellung des Körpers ist häufig begleitet von einem „Gehen“, bei dem sich die Körperlängsachse parallel zum Ast befindet. Dabei beißt oder hackt das Männchen gelegentlich in den Ast hinein.
Das Imponierverhalten ist bei unverpaarten Männchen in der Regel besonders intensiv; bei seit langem verpaarten Blaustirnamazonen kann es allerdings auch entfallen. Es wird dann lediglich als Imponiergehabe gegenüber rivalisierenden Artgenossen gezeigt.

#### Gefiederkraulen
Die eigentliche Paarbildung wird eingeleitet durch ein gegenseitiges Gefiederkraulen. Das Männchen nähert sich dem Weibchen, indem er sich seitwärts eines Astes entlang bewegt. Ein Weibchen, das die Annäherung des Männchens nicht wünscht, wendet dem sich nähernden Männchen mit geöffneten Schnabel den Kopf zu und stößt mit diesem in Richtung Männchen. Auch dieses Verhalten wird balzunabhängig von beiden Geschlechtern gezeigt, wenn ein Artgenosse die Individualdistanz unterschreitet. Duldet das Weibchen dagegen die Annäherung des Männchens, dann wendet es ihm als Kraulaufforderung den Hinterkopf zu. Das Gefiederkraulen erfolgt gegenseitig und wird umso intensiver, je mehr die Fortpflanzungszeit fortschreitet. Erst in der Übergangszeit zwischen zwei Fortpflanzungsperioden entfällt es weitgehend.

#### Partnerfüttern
Zum Balzverhalten der Blaustirnamazone gehört auch ein sogenanntes Partnerfüttern, bei dem das Männchen Futterbrei aus seinem Kropf hervorwürgt. Das Weibchen nimmt mit geducktem Körper und leicht aufgeplustertem Gefieder eine Körperhaltung ein, die der von bettelnden Jungvögeln gleicht. Die Futterübergabe erfolgt, indem die beiden Vögel die Schnäbel kreuzweise verschränken.
Partnerfüttern als Bestandteil der Balz kommt bei einer Reihe von Papageienarten vor. Das Männchen demonstriert damit, dass es später die Jungen und das brütende Weibchen ernähren kann. Allerdings zeigt nicht jedes Blaustirnamazonenpaar dieses Verhalten. Bei jung oder nur locker verpaarten Exemplaren tritt es entweder gar nicht auf oder läuft so asynchron zwischen den beiden Vögeln ab, dass die Weibchen den Futterbrei nicht aufnehmen. Bei länger und fest verpaarten Blaustirnamazonen ist es dagegen häufig vor der Brutzeit zu beobachten und dient der Festigung der Partnerbeziehung. Während der Zeit der Jungenaufzucht hat das Partnerfüttern dann nur noch seine funktionelle Bedeutung.

#### Kopulation
Die Aufforderung zur Kopulation geht vom Weibchen aus. Auch hier nimmt das Weibchen eine Körperhaltung ein, die dem eines um Futter bettelnden Jungvogels gleicht. Dabei liegt ihr Körper fast horizontal auf dem Ast auf. Gleichzeitig stößt sie lockende Laute aus und zittert mit den Flügeln. Das Männchen beginnt die Kopulation einzuleiten, indem es zunächst das Nackengefieder des Weibchens putzt. Dann steigt es auf den Rücken des Weibchens, wobei es sich gelegentlich am Nackengefieder des Weibchens festhält. Beide Vögel spreizen leicht die Schwanzfedern und führen unter rhythmischen Bewegungen ihre Kloakenöffnungen gegeneinander.

### Brut
Blaustirnamazonen nutzen Baumhöhlen und gelegentlich auch Felsenhöhlen für ihre Brut. Die Ornithologen Pat und John Stoodley nennen Quebracho colorado gefolgt von Quebracho blanco als die am häufigsten genutzten Nistbäume. Genutzt werden dabei natürlich entstandene Höhlen, die vom Männchen gelegentlich etwas erweitert werden. Nistmaterial wird keines eingebracht. Bei Regen sitzt das Männchen an der Öffnung der Baumhöhle und verhindert mit geöffneten Schwingen, dass Wasser in die Bruthöhle eindringen kann.
Das Weibchen legt zwischen einem und fünf Eier, die von ihm allein bebrütet werden. Das Ehepaar Stoodley beschreibt jedoch, dass sich die Männchen mit geöffneten Schwingen vor der Bruthöhle niederlassen und so Eier und Jungvögel vor Regen schützen.
Drei Eier stellen eine normale Legegröße dar. Der Legeabstand beträgt durchschnittlich zwei Tage und das Weibchen beginnt die Brut meist nach der Ablage des zweiten Eies. Sie verlässt dann die Nisthöhle nur noch zur Nahrungsaufnahme und Kotabgabe. Die Eier werden zwischen 25 und 26 Tagen bebrütet.
Der Brutbeginn ist von der geografischen Lage im Verbreitungsgebiet abhängig. In Paraguay beginnen die Vögel bereits ab Oktober zu brüten, während im Nordosten Argentiniens dies erst im Dezember bis Januar zu beobachten ist.

### Jungvögel
Frisch geschlüpfte Blaustirnamazonen weisen lediglich an Kopf und Rücken wenige Millimeter lange Dunen auf und sind ansonsten nackt. Von ihren vier Zehen weisen drei nach vorn und nur eine nach hinten. Die für Papageien typische Zehenstellung mit zwei nach vorne und zwei nach hinten weisenden Zehen ist erst ab dem 20. Lebenstag zu beobachten. Ab diesem Zeitpunkt sind sie allmählich auch in der Lage, auf den Füßen zu stehen.
Die Jungvögel verlassen das erste Mal die Nisthöhle, wenn ihr Gefieder bereits vollständig ausgebildet ist. Sie sind dann im Schnitt 50 Tage alt. Ihre Kletterfähigkeit ist zu diesem Zeitpunkt weit entwickelt und entwickelt sich sehr schnell weiter, sodass sie die Klettergewandtheit der adulten Vögel in wenigen Tagen erreichen. Sie sind jedoch erst im Alter von etwa 70 Tagen in der Lage, auf einem Bein zu ruhen und zu schlafen.
Solange sie sich in der Nisthöhle aufhalten, erhalten die jungen Blaustirnamazonen nur den Nahrungsbrei, den ihre Elternvögel hervorwürgen. Sie beknabbern zwar spielerisch die Seitenwände ihrer Nisthöhle und üben damit den Einsatz ihres Schnabels. Erst nach dem Verlassen der Bruthöhle beginnen sie jedoch Nahrung zu sich zu nehmen, die noch nicht von den Elternvögel vorverdaut ist. Jungvögel fressen zunächst nur weiches Futter wie Obst und Grünfutter. Wie mit Hilfe des Schnabels hartschaliges Körnerfutter geschält wird, erlernen Blaustirnamazonen von den Elternvögeln. Den Gebrauch eines Fußes, um damit Futter festzuhalten, beherrschen die Jungvögel jedoch erst mit 70 Tagen.
Nachdem die Jungen die Nisthöhle verlassen haben, nimmt allmählich die Fütterungsbereitschaft der Elternvögel ab. Das Männchen würgt bereits in der dritten Woche nach dem Flüggewerden der Jungvögel nur noch dann Futter hoch, wenn diese ihn zuvor anbetteln. Ab der vierten Woche zeigt das Männchen dabei zunehmend Drohgesten mit geöffnetem Schnabel. Beim Weibchen setzt dies etwas später ein und erreicht seinen Höhepunkt, wenn die Jungvögel etwa die 14. Lebenswoche erreicht haben. Von da an sind die Jungvögel in der Lage, sich selbständig zu ernähren. Geschlechtsreif sind die Jungvögel etwa im Alter von fünf bis sechs Jahren.

### Übergangszeit bis zur nächsten Fortpflanzungsperiode
Gegen Ende der Fortpflanzungsperiode beginnt bei den Elternvögeln die Mauser. Bis zu Beginn der nächsten Fortpflanzungsperiode finden selbst zwischen fest verpaarten Blaustirnamazonen nur wenig soziale Kontakte statt. Lediglich in Schlafperioden sitzen fest miteinander verpaarte Vögel so eng beieinander, dass sich ihre Körper berühren. Droh- und Imponierverhalten sowie das soziale Gefiederkraulen ist dagegen in dieser Zeit nur selten zu beobachten.

## Etymologie und Forschungsgeschichte
Die Erstbeschreibung der Blaustirnamazone erfolgte 1758 durch Carl von Linné unter dem wissenschaftlichen Namen Psittacus aestivus. Als Verbreitungsgebiet gab er Brasilien an. 1830 führte René Primevère Lesson die Gattung Amazona ein. Der Begriff bezieht sich auf das Amazonasbecken, dem Ort, in dem viele Papageien vorkommen. Der Artname aestivus hat seinen Ursprung in lateinisch aestivus, aestas, aestatis ‚sommerlich, Sommer‘. Schließlich ist xanthopteryx ein Wortgebilde aus ξανθος xanthos für gelb und πτερυξ, πτερυγος pteryx, pterygos für Flügel. Alfred Laubmann bestätigt die Rot-Gelb-Färbung am Flügelbug für ihm sieben vorliegende Bälge von A. a. xanthopteryx aus Paraguay. Er sah die Art im Land als weit verbreitet an. Einige der Bälge stammten von der „2. Gran-Chaco-Expedition“ und waren von durch Hans Krieg (1888–1970) und Eugen Josef Robert Schuhmacher (1906–1973) erbeutet worden. Andere hatten Emil Weiske (1867–1950) und Berthold Krüger bereits früher dort gesammelt.

## Mensch und Blaustirnamazonen
Ähnlich wie der Graupapagei gehört die Blaustirnamazone zu den häufiger gehaltenen Ziervögeln. Ein Reiz der Haltung besteht darin, dass Blaustirnamazonen in der Lage sind, Laute zu imitieren. Etwa indem sie ein „Herein“ rufen, wenn es an der Tür klopft oder einen Namen rufen, wenn das Telefon klingelt. Situationsbezogenes Sprechverhalten kommt bei dieser Art vor. Blaustirnamazonen können menschliche Worte und Töne ihrer Umgebung – etwa ein Handyklingeln – nachahmen.
Blaustirnamazonen, die bereits als Jungvögel in menschlicher Obhut gehalten werden, können ausgesprochen zahm werden. Sie sind deshalb ein traditionelles Haustier südamerikanischer Indios und werden vermehrt seit dem 19. Jahrhundert auch in Nordamerika und Europa als Haustier gehalten. Eine deutliche Verhaltensänderung kann jedoch eintreten, wenn die Vögel im Alter von fünf bis sechs Jahren ihre Geschlechtsreife erreicht haben. Sie können dann ein deutlich aggressiveres Verhalten an den Tag legen und beginnen beispielsweise damit, ihren Käfig gegenüber ihrem Halter zu verteidigen.
Viele heutige Halter bemühen sich darum, den Vögeln mit Kletterbäumen, Knabber- und Spielgerät eine möglichst abwechslungsreiche Umwelt zu gestalten. Als artgerecht gilt jedoch nur eine paarweise Haltung in geräumigen Volieren, bei denen auf Zähmungsversuche weitgehend verzichtet wird. Diese Volieren weisen neben geräumigen Innen- auch Außenbereiche auf. Diese Haltungsform ist aufwendig. Da die Vögel insbesondere in den Morgen- und Abendstunden laut rufen, haben nur wenige Halter die Möglichkeit, diesen Vögeln ausreichende Außenvolieren anzubieten. Eine kommerzielle Zucht von Blaustirnamazonen gibt es daher nicht; Nachzuchten kommen nur aus Liebhaberhaltung.

## Blaustirnamazonen in Stuttgart
Es gibt in Stuttgart eine freilebende Population von Blaustirnamazone bzw. von Hybriden mit der Gelbkopfamazone. Die Neozoon-Population von Amazonen entstand durch eine im Jahr 1984 entflogene und einer im Jahr 1985 ausgewilderten Gelbkopfamazone. Im Jahr 1986 erfolgte die erste Brut mit 3 Jungvögeln als Resultat. Ende der 90er Jahre kamen 2 Blaustirnamazonen zur Population hinzu. Die beiden Arten hybridisierten miteinander. Die Hybride zwischen den beiden Arten sind fertil.

## Belege
1. ↑  Zahlen nach Lantermann, 1987, S. 24 bis 34
2. 1 2  vgl. dazu etwa Hoppe, 1983, Die systematische Stellung der Amazonen, S. 217–220
3. 1 2  Carl von Linné (1758), S. 101
4. ↑  Hans Hermann Carl Ludwig von Berlepsch (1896), S. 173–174
5. ↑  Lantermann, 1987, S. 35
6. ↑  Stoodley, 1990, Genus Amazona, S. 41
7. ↑  Lantermann, 1987, S. 91 bis 95
8. ↑  Lantermann, 1987, S. 43
9. ↑  Lantermann, 1987, S. 49f.
10. ↑  Stoodley, S. 68f.
11. ↑  Lantermann, 1987, S. 64
12. 1 2 3  Stoodley, S. 41
13. ↑  Das Aufwachsen von Jungvögeln ist ausführlich von Lantermann, S. 69 bis 79 beschrieben worden. Seine Beobachtungen basieren auf Volierenvögeln
14. ↑  René Primevère Lesson (1830), S. 189
15. ↑  Amazona The Key to Scientific Names Edited by James A. Jobling
16. ↑  aestivus The Key to Scientific Names Edited by James A. Jobling
17. ↑  xanthopteryx The Key to Scientific Names Edited by James A. Jobling
18. ↑  Alfred Laubmann (1940), S. 186–187
19. ↑  Martens/Woog 2017: Parrots in an urban jungle